# Vivah (film, 2019)
Pour plus de détails, voir Fiche technique et Distribution.
Vivah (en français : Mariage) est un film indien , de 2019. Il s'agit d'un drame romantique en langue bhodjpouri écrit et réalisé par Manjul Thakur et produit conjointement par Pradeep Singh, Nishant Ujjwal et Pratik Singh. Il met en vedette Pradeep Pandey (en) alias Chintu, Sanchita Benarjee et Akanksha Awasthi dans les rôles principaux, tandis qu'Awdhesh Mishra (en), Sanjay Mahanand, Ritu Pandey, Lalit Upadhyay, Anita Rawat, Maya Yadav, Shweta Verma, Arbind Tiwari jouent des rôles secondaires. Pakkhi Hegde et Kajal Raghwani (en) font une apparition spéciale dans les chansons.

## Fiche technique
- Titre : Vivah
- Réalisation : Manjul Thakur
- Scénario : Manjul Thakur, Arbind Tiwari, Niraj Randhir
- Musique : Aslam Surty, Chhote Baba, Madhukar Anand
- Société de production :     Prashant Nishant Motion Pictures, Worldwide Film Production
- Pays :  Inde
- Genre : Drame romantique
- Durée : 151 minutes
- Dates de sortie : 25 octobre 2019